# Heikki Hasu
Heikki Vihtori Hasu, né le 21 mars 1926 à Myllykoski (fi) et mort le 5 avril 2025, est un coureur du combiné nordique et fondeur finlandais.
Champion olympique de combiné nordique en 1948, il remporte le titre mondial de la discipline en 1950. Lors des Jeux olympiques de 1952, il gagne son deuxième titre olympique lors du relais en ski de fond et finit deuxième en combiné nordique. Cette même année, il devient le premier Finlandais à recevoir la médaille Holmenkollen.

## Biographie
En 1948, il est sélectionné pour ses premiers grands championnats à l'occasion des Jeux olympiques de Saint-Moritz, il se classe quatrième du dix-huit kilomètres, qui lui garantit une avance de plus de trois minutes sur ses concurrents en combiné, avant d'assurer sur le saut et s'imposer clairement devant Martti Huhtala. Cette année, il est victorieux en combiné aux Jeux du ski de Lahti, compétition qu'il remporte également en 1949, 1951, 1952 et 1953. Pour ses performances, il est désigné sportif finlandais de l'année en 1948 et 1950 et reçoit aussi la Médaille Holmenkollen en 1952, même si sa seule victoire au Festival de ski de Holmenkollen intervient en 1953 dans le combiné.
Il devient aussi champion du monde 1950 de combiné à Lake Placid, gagnant aussi la médaille d'argent en relais de ski de fond.
Aux Jeux olympiques d'hiver de 1952, où il est porte-drapeau, il est de nouveau quatrième au dix-huit kilomètres, à seulement 4 secondes de la médaille de bronze. Cela ne suffit pas à conserver son titre au combiné, car le nouveau leader de la discipline le Norvégien Simon Slåttvik effectue le meilleur saut et le troisième temps des combinés au parcours de ski de fond. Sur le relais en ski de fond, il met en orbite son équipe avec le meilleur premier tour, avant que Paavo Lonkila, Urpo Korhonen et Tapio Mäkelä finissent le travail et remportent la médaille d'or.
Il travaille ensuite en tant qu'agriculteur et siège aussi deux fois au parlement finlandais entre 1962 et 1966, ainsi qu'entre 1967 et 1970.

## Palmarès

### Jeux olympiques
| Épreuve / Édition | Épreuve / Édition | St-Moritz 1948 | Oslo 1952 |
| Combiné nordique  | Combiné nordique  | Or             | Argent    |
| Ski de fond       | 18 km             | 4e             | 4e        |
| Ski de fond       | Relais 4 × 10 km  |                | Or        |

Les Jeux olympiques comptent également comme Championnats du monde sauf pour le combiné nordique.

### Championnats du monde
| Épreuve / Édition            | Lake Placid 1950 |
| Combiné nordique             | Or               |
| Ski de fond Relais 4 × 10 km | Argent           |